# Hans Folnesics
Hans Folnesics (Beč, 24. srpnja 1886. – Beč, 6. lipnja 1922.), austrijski povjesničar umjetnosti
Sin je Josefa Folnesicsa (1850. – 1914.).
Proučavao umjetničke spomenike Dalmacije (osobito šibensku katedralu). S L. Planiscigom izdao mapu reprodukcija arhitekture, skulpture i slikarstva istarske obale (Piran, Kopar, Poreč, Rovinj, Pula i dr.) te bogato ilustrirani popis iluminacija rukopisnih knjiga koje se čuvaju u crkvama i samostanima dalmatinskih gradova (Rab, Zadar, Šibenik, Trogir, Split i dr.).